# لوسیو برتوگنا
لوسیو برتوگنا (انگلیسی: Lucio Bertogna؛ زادهٔ ۲۵ فوریهٔ ۱۹۴۶) بازیکن فوتبال اهل ایتالیا است.
از باشگاه‌هایی که در آن بازی کرده‌است می‌توان به باشگاه فوتبال مونتسا، باشگاه فوتبال آ.اس. رم، باشگاه فوتبال فیورنتینا، و باشگاه فوتبال ونتزیا اشاره کرد.